# Heather Donahue
Rei Hance  (nacida con el nombre Heather Donahue 22 de diciembre de 1974) es una actriz estadounidense.

## Biografía
Heather Donahue nació el 22 de diciembre de 1974 en Upper Darby, Pensilvania, siendo la hija de Joan, una gerente de oficina, y de James Donahue, un impresor. 
Se dio a conocer en 1998 con uno de los papeles principales de la película de terror The Blair Witch Project, que fue un gran éxito en el cine. Posteriormente, además de varias apariciones televisivas en varias series (como en Without a trace), interpretó el papel de Mary Crawford en la miniserie Taken, producida por Steven Spielberg.

## Filmografía
- El proyecto de la bruja de Blair (1999)
- The Massacre of The Burkittsville 7: The Blair Witch Legacy (2000)
- Shadow of the Blair Witch (2000)
- Book of Shadows: Blair Witch 2 (2000)
- Boys and Girls (2000)
- Seven and a Match (2001)
- The Velvet Tigress (2001)
- Home Field Advantage (2002)
- Taken (2002) (Serie de televisión)
- The Walking Hack of Asbury Park (2002)
- New Suit (2002)
- The Big Time (2002)
- Manticore (2005)
- The Morgue (2008)
- Blair Witch (2016)